# Leonhard Merz
Leonhard Merz (auch Lienhard Merz) (* vor 1450 in St. Gallen; † 1507 ebenda) war ein Bürgermeister von St. Gallen (Schweiz).

## Leben
Leonhard Merz wurde als Sohn des gleichnamigen Leonhard Merz, Mitglied der Weberzunft, Stadtschreiber und Ratsherr, geboren.
Er war als Pulvermacher tätig und Mitglied der Weberzunft, 1465 wurde er Elfer und von 1465 bis 1473 war er Zunftmeister.
Von 1473 bis 1476 war Merz Ratsherr. Während des Burgunderkrieges führte er 1476 ein St. Galler Truppenkontingent an, welches dem Oberbefehl des Zürchers Hans Waldmann unterstand. 1479 wurde er Stadtammann und 1490 einstimmig zum Nachfolger von Bürgermeister Ulrich Varnbüler gewählt, der während des St. Gallerkrieges vor den Eidgenossen geflohen war. Bis 1492 war er im Wechsel mit Caspar Rugg und Walter Küchenmeister, von 1492 bis 1497 im Wechsel mit Caspar Rugg und Hans Rainsperg sowie von 1498 bis 1502 mit Niklaus Roth und Johannes Schenkle und von 1503 bis 1505 mit Caspar Rugg und Hans Brändler in dreijährigem Turnus abwechselnd Amtsbürgermeister, Altbürgermeister und Reichsvogt, außerdem war er von 1491 bis 1507 Pannerhauptmann.
Nach dem St. Gallerkrieg wurde er als Delegierter der Stadt zu den Friedensverhandlungen nach Einsiedeln gesandt, die am 8. März 1490 abgeschlossen wurden und in denen vereinbart worden war, dass die Stadt St. Gallen 14'000 Gulden Schadenersatz bezahlen, ihre Ausbürger (Bürger, die im Umland lebten, aber Stadtrecht genossen) aus dem städtischen Bürgerrecht entlassen und ihre Rechte an das Schloss Oberberg mit den Gerichten Oberdorf und Andwil sowie Steinach abgeben musste, womit das Ausgreifen der Stadt in das Umland beendet wurde.
Leonhard Merz verhinderte später in St. Gallen eine Eskalation der angespannten Lage während des Aufruhrs vom 10. Februar 1491 («unsinniger Donnerstag»), als durch Verschwörer geplant wurde, den Rat zu überfallen und abzusetzen.
Leonhard Merz war verheiratet. Sein gleichnamiger Sohn Leonhard Merz studierte Rechtswissenschaften an der Universität Rostock und wurde Richter in Magdeburg, dessen Brüder Hans und Augustin Merz studierten ebenfalls und erlangten einen Doktortitel.